# Ridin’ the Rails
Ridin’ the Rails ist ein US-amerikanischer Kurzfilm von Jack Eaton aus dem Jahr 1951. Der Film war für einen Oscar nominiert.

## Inhalt
Der Film handelt von Hobbyisten, die Dampflokomotiven maßstabgerecht nachbauen. Sie gehören zum großen Teil der Southern California Niederlassung des Live Steam Model Locomotives Clubs an. Die nachgebauten Modelle sind leistungsstark und funktionieren einwandfrei bei ihrer Fahrt auf dem aufwendig erstellten Schienensystem. Viele der Modelle sind perfekt funktionierende Repliken der Lokomotiven, die auf den Schienen der Vereinigten Staaten tatsächlich unterwegs sind.
Walt Disney, einer der Experten im Nachbau solcher Lokomotiven, macht Kinder unter anderem mit seinem aufwendig erstellten Modell des alten „Central Pacific Diamond Stacker“ vertraut, das Teil seiner Anlage auf seinem Anwesen in Beverly Hills ist.

## Produktion, Veröffentlichung
Die Filmaufnahmen entstanden in Los Angeles in Kalifornien. Es handelt sich um eine Produktion von Paramount Pictures, die zur Grantland-Rice-Sportlight-Reihe zählt und den vollständigen Titel Grantland Rice Sportlight R-11-2: Ridin’ the Rails trägt, alternativ: Grantland Rice Sportscope R-11-2: Ridin’ the Rails. Der Kurzfilm wurde in den USA erstmals am 2. November 1951 vorgestellt.

## Auszeichnung
Jack Eaton war mit dem Film auf der Oscarverleihung 1952 in der Kategorie „Bester Kurzfilm“ (zwei Filmrollen) für einen Oscar nominiert, der jedoch an Robert Youngson und seinen Film World of Kids ging.